# Three (album de The John Butler Trio)
Pour les articles homonymes, voir Three.
Albums de John Butler Trio
John Butler
(1998) Sunrise Over Sea
(2004)
Three est le second album studio du groupe australien de rock The John Butler Trio ; il est sorti en 2001.

## Liste des chansons
| No  | Titre                    | Durée |
| --- | ------------------------ | ----- |
| 1.  | Betterman                | 8:19  |
| 2.  | Attitude                 | 6:13  |
| 3.  | Media                    | 6:04  |
| 4.  | Believe                  | 4:02  |
| 5.  | Take                     | 8:05  |
| 6.  | Life Ain't What It Seems | 8:14  |
| 7.  | Money                    | 11:33 |
| 8.  | Pickapart                | 2:59  |
| 9.  | Earthbound Child         | 3:50  |
| 10. | Don't Understand         | 4:31  |